# Хрватске жељезнице
Хрватске жељезнице (скраћено ХЖ) била је национална железничка компанија Хрватске. Компанија је била члан Међународне железничке уније (UIC). UIC код за Хрватску је 78. Хрватска железничка мрежа превезла је 20,270 милиона путника 2018.

## Историја
Хрватске жељезнице су основане 1991. године од бивше дивизије ЈЖ („Југославенске жељезнице“) Загреб, након одвајања Хрватске од Југославије. Њен возни парк је првобитно био наслеђен из периода распада Југославије. Временом је модернизован, а тренутно се врши даља модернизација. Прва жељезничка дионица на подручју данашње Републике Хрватске, тада у саставу Аустријског царства и Аустроугарске, изграђена је 1860. године у Међимурју: пруга од Нађканиже у Мађарској преко Чаковца и Которибе настављала се до Прагерског у Словенији. Вреди напоменути да је ова пруга – иако је само мањим делом пролазила кроз територију Хрватске (Међимурје је у време изградње пруге било у саставу Хрватске, али је јануара 1861. године одлуком Беча припојено Мађарској) изграђен само 35 година након прве европске железнице, која је успостављена 1825. између градова Стоктон и Дарлингтон у Енглеској. Пруге које су повезивале Ријеку, најважнију луку у Хрватској, са Трстом (и даље са Бечом), и са Загребом (и даље са Будимпештом) пуштене су у промет 1873. године.

## Организација
Хрватске жељезнице су до 1. новембра 2012. године биле једно друштво. Током 2012. су имплементиране реформом, у складу са Директивом ЕУ 91/440 која захтева од држава чланица ЕУ да одвоје „управљање железничким радом и инфраструктуром од пружања услуга железничког саобраћаја, подељено је на три одвојене и независне компаније:
- HŽ Cargo d.o.o.(одговорно за транспорт терета)
- HŽ Putnički prijevoz d.o.o. (одговорно за превоз путника)
- HŽ Infrastruktura d.o.o. (одговорно за железничку инфраструктуру)

## Национални рекорд
Највећа дозвољена брзина возова на пругама у Хрватској је 160 km/h. Што се тиче инфраструктуре, наведена брзина тренутно се може остварити на дијелу међународног коридора Новска - Товарник, тачније на релативно кратким дионицама Новска-Окучани и Винковци-Товарник. Тренутни рекорд брзине пна пругама у Хрватској је 185 кm/h. Рекорд је постављен на линији Новска - Нова Градишка. Вожња је изведена са циљем да се демонстрирају могућности које пружа електролокомотива предузећа Раде Кончар класе ЈЖ 442 (сада класа воза ХЖ1142).